# Valvata bicarinata
Valvata bicarinata е вид коремоного от семейство Valvatidae.